# Мушин, Арон Зиновьевич
Арон Зиновьевич Му́шин (1905—1977) — советский инженер-нефтяник.

## Биография
Послужной список:
- 1934—1938 — заведующий промыслом треста Лениннефть;
- 1940—1941 — зам. главного инженера Дальнефтекомбината;
- 1941—1944 — главный инженер треста Туркменнефть;
- 1944—1957 — главный технолог Технического управления Миннефтепрома;
- 1957—1959 — зам. начальника Управления нефтяной, газовой и химической промышленности Оренбургского СНХ;
- 1962—1972 — главный специалист Управления по техническому развитию и проектированию предприятий по добыче нефти.

## Награды и премии
- Сталинская премия первой степени (1950) — «за разработку и освоение законтурного заводнения Туймазинского нефтяного месторождения, значительно повысившего его нефтеотдачу»[1]
- орден и медали.

## Труды
- Новое в технологии и технике добычи нефти. М.: Гостоптехиздать, 1958. — 99 с.
- Школа обмена передовым опытом проведения гидравлического разрыва пласта / А. З. Мушин, А. К. Крупнов; Гос. науч.-техн. ком. Совета Министров РСФСР. Гос. науч.-исслед. науч. и техн. информации. — М.: ГОСИНТИ, 1959. — 18 с.; 20 см.